# آبچلیک فربه
آبچلیک فربه (نام علمی: Tringa semipalmata) نام یک گونه از سرده آبچلیک‌ها است.

## نگارخانه

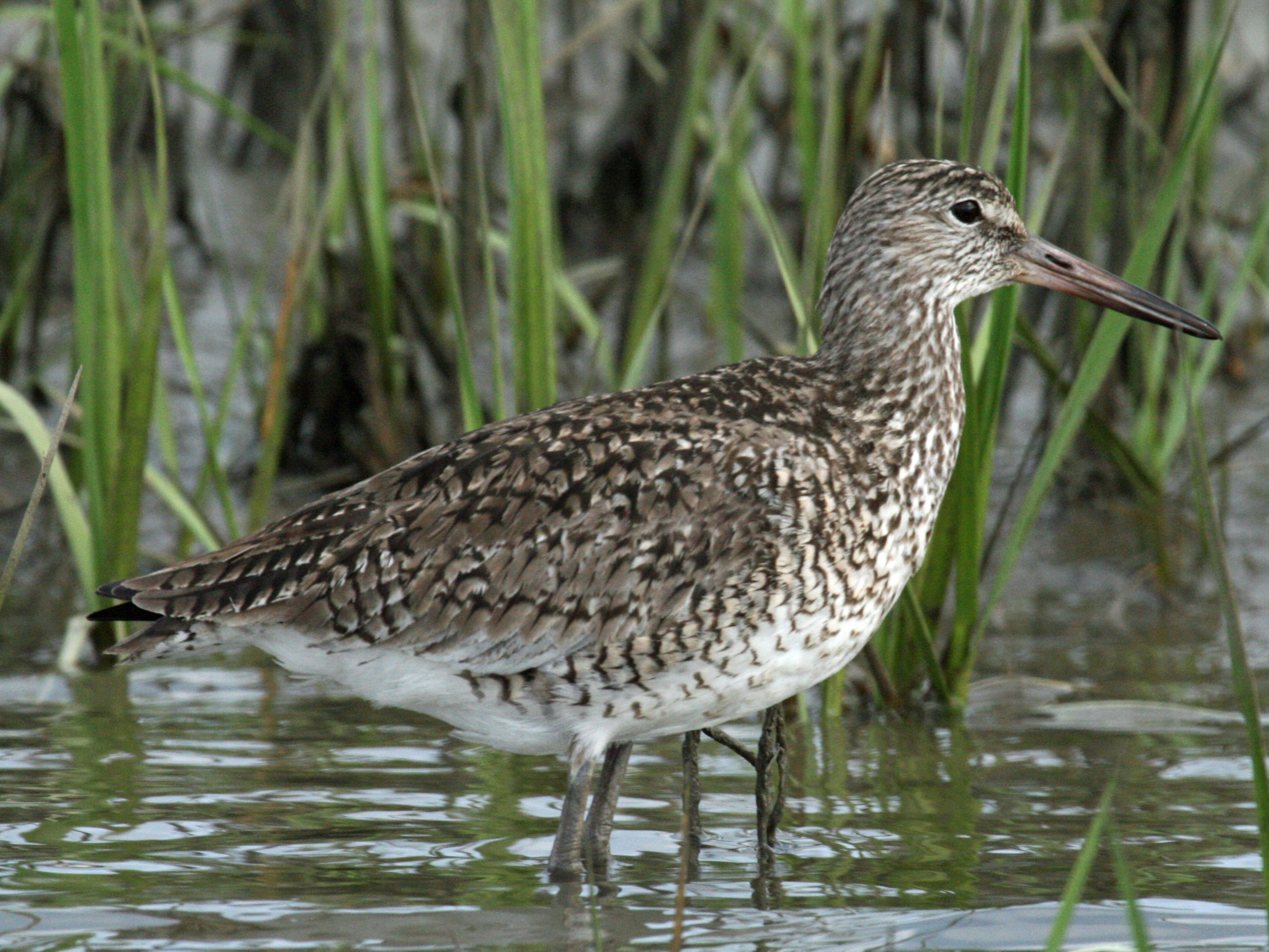
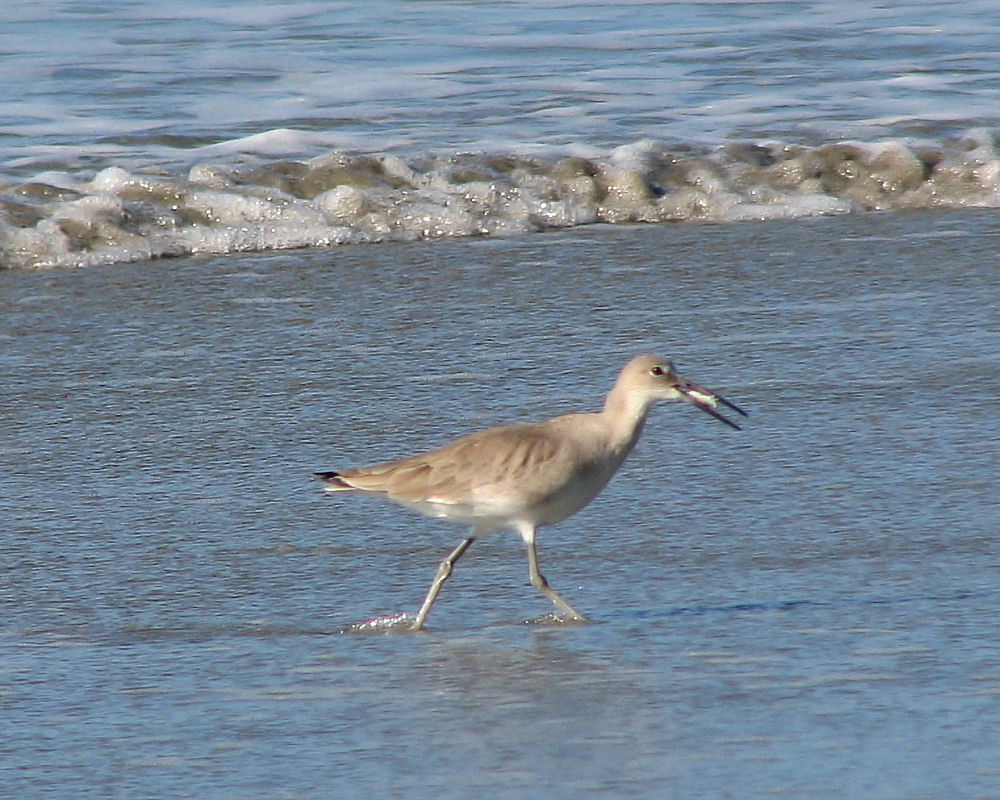
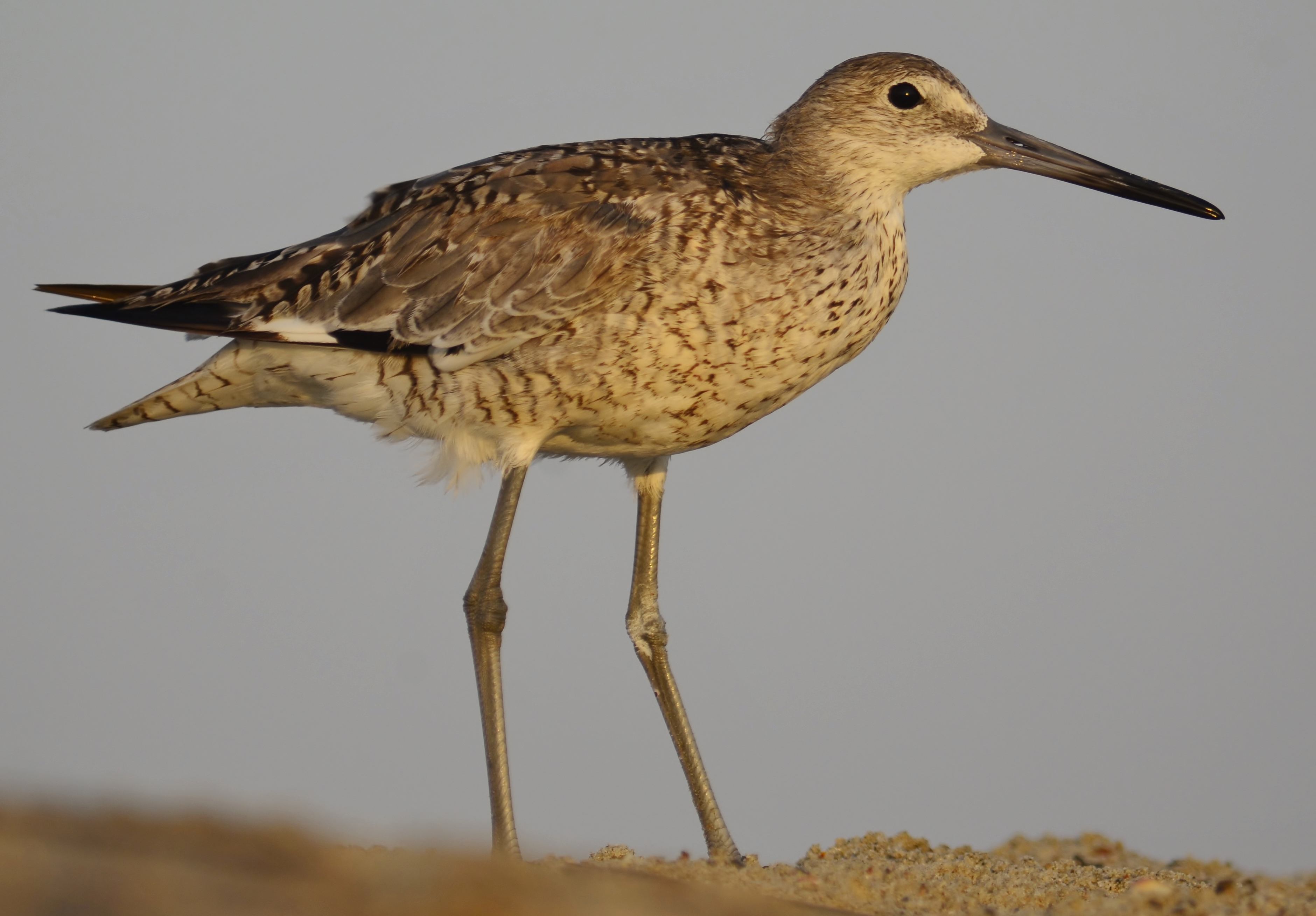
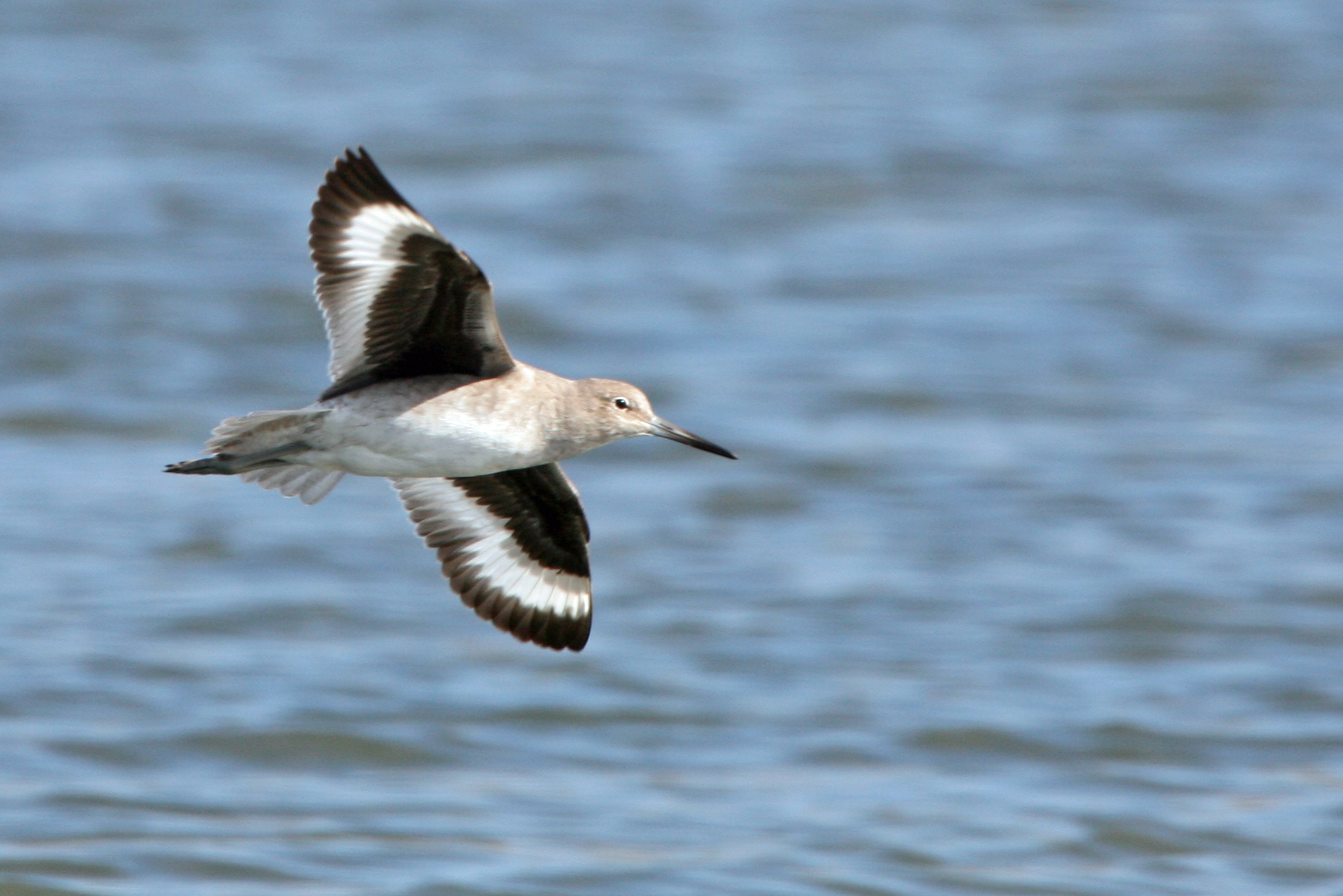
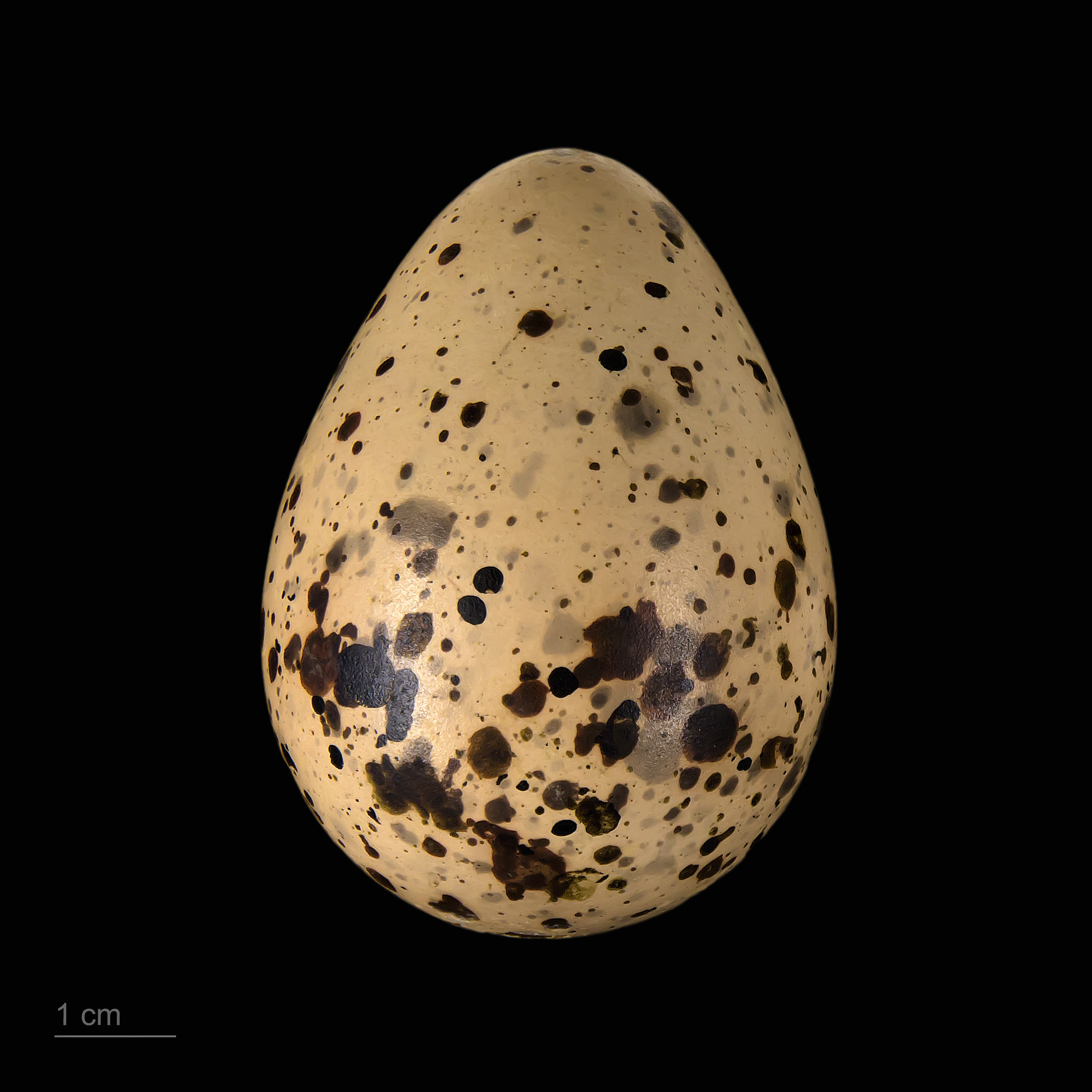
Museum specimen